# Ronde van Auvergne-Rhône-Alpes
De Ronde van Auvergne-Rhône-Alpes (van 1947 tot 2010 Critérium du Dauphiné Libéré en van 2011 tot 2025 Critérium du Dauphiné) is een meerdaagse wielerwedstrijd in het zuidoosten van Frankrijk. Sinds 2005 maakte de wedstrijd deel uit van de UCI ProTour. Vanaf 2011 behoort hij tot de UCI World Tour.

## Geschiedenis
De Dauphiné wordt sinds 1947 georganiseerd en wordt meestal verreden in een van de eerste weken van juni. Hij omvat enkele zware bergetappes in de Alpen en wordt om die reden vaak gebruikt als voorbereiding voor de Ronde van Frankrijk.
De Mont Ventoux is een van de bekendste en belangrijkste beklimmingen in de Dauphiné. De beklimming start, zoals dat meestal ook bij de Ronde van Frankrijk het geval is, in Bédoin en is een geregeld terugkomend obstakel. De snelste tijd op de Mont Ventoux werd in de Dauphiné gerealiseerd door Iban Mayo. Mayo reed tijdens een klimtijdrit op de Ventoux in 2004 een tijd van 55'51".
Op de erelijst prijken veel grote wielrenners, onder wie alle vier de renners die de Tour de France vijfmaal wisten te winnen. Het eindklassement werd drie keer gewonnen door een Belg (Michel Pollentier, Eddy Merckx en Alex Close) en een keer door een Nederlander (Johan van der Velde). In drie edities van de Dauphiné werd de aanvankelijke winnaar uiteindelijk geschrapt wegens dopinggebruik. Dit gebeurde in 2002 en 2003 met Lance Armstrong en in 2006 met Levi Leipheimer. Er werden voor deze edities geen nieuwe winnaars aangewezen.
Op 5 januari 2010 werd bekendgemaakt dat de wedstrijd overgenomen werd door de A.S.O., een Frans bedrijf dat gespecialiseerd is in het organiseren van grote sportevenementen. De naam van de wedstrijd werd gewijzigd naar Critérium du Dauphiné'. In 2020 werd de koers eenmalig in augustus georganiseerd vanwege de coronapandemie en was ook in dit seizoen de voorbereidingskoers op de Ronde van Frankrijk.
De koers vond 78 jaar plaats onder de naam historische naam Dauphiné. Deze is afkomstig van het graafschap Dauphiné, dat grotendeels in de moderne regio Rhône-Alpes lag. In 2016 fuseerde deze regio met de naburige regio Auvergne. De ASO organiseert de koers vanaf 2026 onder de naam Ronde van Auvergne-Rhône-Alpes (Tour Auvergne-Rhône-Alpes).

## Lijst van winnaars

### Meervoudige winnaars
| Overwinningen | Renner             | Land                | Jaren            |
| ------------- | ------------------ | ------------------- | ---------------- |
| 3             | Nello Lauredi      | Frankrijk           | 1950, 1951, 1954 |
| 3             | Luis Ocaña         | Spanje              | 1970, 1972, 1973 |
| 3             | Bernard Hinault    | Frankrijk           | 1977, 1979, 1981 |
| 3             | Charly Mottet      | Frankrijk           | 1987, 1989, 1992 |
| 3             | Chris Froome       | Verenigd Koninkrijk | 2013, 2015, 2016 |
| 2             | Jean Dotto         | Frankrijk           | 1952, 1960       |
| 2             | Jacques Anquetil   | Frankrijk           | 1963, 1965       |
| 2             | Raymond Poulidor   | Frankrijk           | 1966, 1969       |
| 2             | Bernard Thévenet   | Frankrijk           | 1975, 1976       |
| 2             | Luis Herrera       | Colombia            | 1988, 1991       |
| 2             | Laurent Dufaux     | Zwitserland         | 1993, 1994       |
| 2             | Miguel Indurain    | Spanje              | 1995, 1996       |
| 2             | Christophe Moreau  | Frankrijk           | 2001, 2007       |
| 2             | Alejandro Valverde | Spanje              | 2008, 2009       |
| 2             | Bradley Wiggins    | Verenigd Koninkrijk | 2011, 2012       |
| 2             | Jakob Fuglsang     | Denemarken          | 2017, 2019       |
| 2             | Primož Roglič      | Slovenië            | 2022, 2024       |

### Overwinningen per land
| Zeges | Land                                              |
| ----- | ------------------------------------------------- |
| 31    | Frankrijk                                         |
| 10    | Spanje                                            |
| 8     | Verenigd Koninkrijk                               |
| 4     | Colombia, Slovenië                                |
| 3     | België, Denemarken, Verenigde Staten, Zwitserland |
| 2     | Australië                                         |
| 1     | Duitsland, Kazachstan, Nederland                  |

2011 · 2012 · 2013 · 2014 · 2015 · 2016 · 2017 · 2018 · 2019 · 2020 · 2021 · 2022 · 2023 · 2024 · 2025
Tour Down Under · Great Ocean Road Race · Ronde van de Verenigde Arabische Emiraten · Omloop Het Nieuwsblad · Strade Bianche · Parijs-Nice · Tirreno-Adriatico · Milaan-San Remo · Ronde van Catalonië · Driedaagse Brugge-De Panne · E3 Harelbeke · Gent-Wevelgem · Dwars door Vlaanderen · Ronde van Vlaanderen · Ronde van het Baskenland · Parijs-Roubaix · Amstel Gold Race · Waalse Pijl · Luik-Bastenaken-Luik · Ronde van Romandië · Eschborn-Frankfurt · Ronde van Italië · Ronde van Auvergne-Rhône-Alpes · Ronde van Zwitserland · Copenhagen Sprint · Ronde van Frankrijk · Clásica San Sebastián · Ronde van Polen · BEMER Cyclassics · Renewi Tour · Ronde van Spanje · Bretagne Classic · GP van Québec · GP van Montréal · Ronde van Lombardije · Ronde van Guangxi
1947 · 1948 · 1949 · 1950 · 1951 · 1952 · 1953 · 1954 · 1955 · 1956 · 1957 · 1958 · 1959 · 1960 · 1961 · 1962 · 1963 · 1964 · 1965 · 1966 · 1967 · 1968 · 1969 · 1970 · 1971 · 1972 · 1973 · 1974 · 1975 · 1976 · 1977 · 1978 · 1979 · 1980 · 1981 · 1982 · 1983 · 1984 · 1985 · 1986 · 1987 · 1988 · 1989 · 1990 · 1991 · 1992 · 1993 · 1994 · 1995 · 1996 · 1997 · 1998 · 1999 · 2000 · 2001 · 2002 · 2003 · 2004 · 2005 · 2006 · 2007 · 2008 · 2009 · 2010 · 2011 · 2012 · 2013 · 2014 · 2015 · 2016 · 2017 · 2018 · 2019 · 2020 · 2021 · 2022 · 2023 · 2024  · 2025 · 2026